# Miantochora incolorata
Miantochora incolorata är en fjärilsart som beskrevs av W. Warren 1899. Miantochora incolorata ingår i släktet Miantochora och familjen mätare. Inga underarter finns listade i Catalogue of Life.